# Irene Zimmermann
Irene Zimmermann (* 1955 in Ravensburg) ist eine deutsche Jugendbuchautorin.

## Leben
Irene Zimmermann lebt mit ihren zwei erwachsenen Söhnen und Katzen in der Nähe von Baden-Baden. Unter Zimmermann & Zimmermann hat sie bereits zahlreiche Bücher veröffentlicht, die in viele Sprachen übersetzt wurden, unter anderem ins Italienische, Litauische, Chinesische und Türkische. 
Irene Zimmermann studierte Germanistik und Politikwissenschaften an der Albert-Ludwigs-Universität Freiburg. Neben ihrem Beruf als Lehrerin schrieb sie mit ihrem Mann Hans-Günther Zimmermann viele Jugendbücher. Ihre ersten Bücher waren die der Reihe Das tolle Trio, später konzentrierten sie sich auf die erfolgreicheren Mädchenbücher, so etwa Mathe, Stress und Liebeskummer, das 2004 unter dem Titel Maths, Stress and a Lovesick Heart auf Englisch veröffentlicht wurde.
Die Bücher von Irene Zimmermann erscheinen im Thienemann Verlag in der Reihe „Freche Mädchen - Freche Bücher“.

## Werke
Gemeinsam mit Hans-Günther Zimmermann verfasste Werke:
- Das tolle Trio jagt den Hamster, 1996
- Das tolle Trio jagt die Elster, 1997
- Karlchen macht das Rennen, 1998
- Das tolle Trio jagt das Faultier, 1999
- Das tolle Trio jagt den Goldfisch, 2000
- Mathe, Stress und Liebeskummer, 2000
- Liebe, Chaos, Klassenfahrt, 2000
- Küsse, Krisen, große Ferien, 2000
- Das tolle Trio jagt den Salamander, 2001
- Schule, Frust & große Liebe, 2001
- Küsse, Chaos, Feriencamp, 2001
- Freche Mädchen – freche Ferien (Doppelband, enthält „Liebe, Chaos, Klassenfahrt“ und „Küsse, Krisen, große Ferien“), 2002
- Freche Mädchen – verliebte Ferien (Sammelband mit 2 weiteren Autorinnen, enthalten ist „Küsse, Chaos, Feriencamp“, 2001), 2006

Folgende Werke sind ausschließlich von Irene Zimmermann verfasst worden:
- Küsse, Flirt und Torschusspanik, 2002
- Liebe, Gips und Gänseblümchen, 2004
- Liebe, Frust, Geburtstagskuss, 2004
- Schule, Küsse, Liebes-Stress, 2005
- Liebe, Kuss und Rutschpartie, 2005
- Liebe, Stress, Gitarrenständchen, 2006
- Liebe, Frust & Schokoherz, 2007
- Sonne, Kuss & Kokosnuss, 2008
- Küsse, Chaos, Gummibärchen, 2009
- Liebe, Chaos, Schmetterlinge, 2010
- Küsse, Stress & Schokotörtchen, 2011
- Rosen, Chaos & Hochzeitsparty, 2012
- Liebe, Chaos, Handyklingeln, 2013
- Casting, Chaos, Lampenfieber, 2014
- Berge, Chaos, Happy End, 2014
- Hokus, Pokus, Leonie, 2012 (Neue Serie: Die Zaubermädchen)
- 1,2,3, Leonie & der verflixte Papagei, 2013
- Simsalabim, wo ist Leonies Ring?, 2014
- SiSi und die Spur der grünen Büroklammer, 2015

### Hörspiele
- Küsse, Chaos, Feriencamp. Gesprochen von Marleen Heitzmann, Der Audio Verlag (DAV), Berlin, 2004, ISBN 978-3-89813-305-0 (Hörspiel, 1 CDs, 77 Min.)
- Mathe, Stress + Liebeskummer. Gesprochen von Marleen Heitzmann, Der Audio Verlag (DAV), Berlin, 2003, ISBN 978-3-89813-271-8 (Hörspiel, 1 CDs, 77 Min.)
- Küsse, Krisen, große Ferien. Gesprochen von Marleen Heitzmann, Der Audio Verlag (DAV), Berlin, 2003, ISBN 978-3-89813-272-5 (Hörspiel, 1 CDs, 76 Min.)
- Küsse, Chaos, Gummibärchen. Gelesen von Christina Drechsler, Der Audio Verlag (DAV), Berlin, 2009, ISBN 978-3-89813-864-2 (Lesung, 2 CDs, 158 Min.)